# Cuisine en miniature

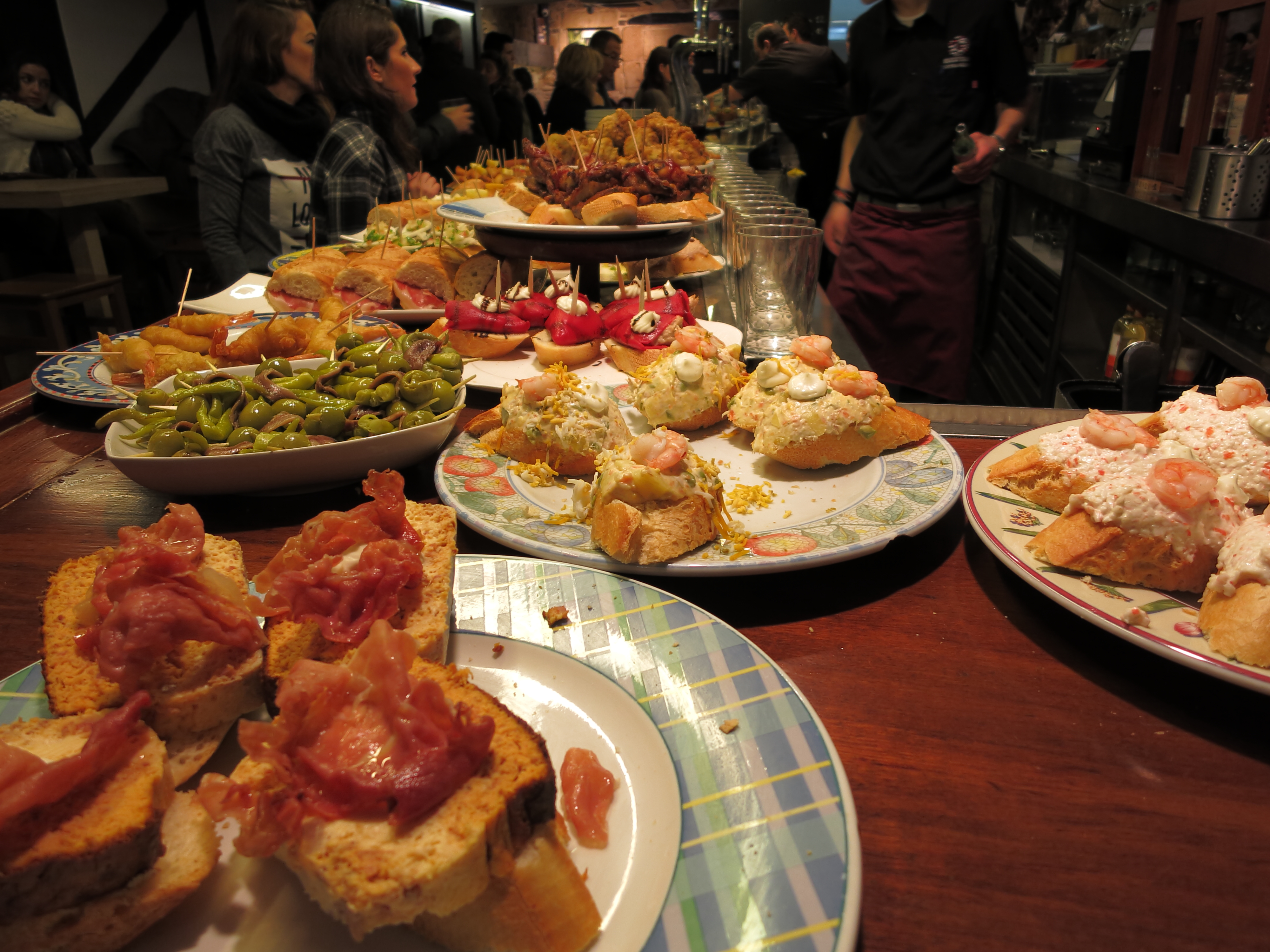
Les traditionnels pintxos.

La cuisine en miniature est celle qui fait référence, principalement, aux pintxos traditionnels, banderillas, tapas, antojito, montaditos (tranche de pain de mie avec une garniture), etc., mais dans une perspective de grande cuisine.

## Origine et évolution

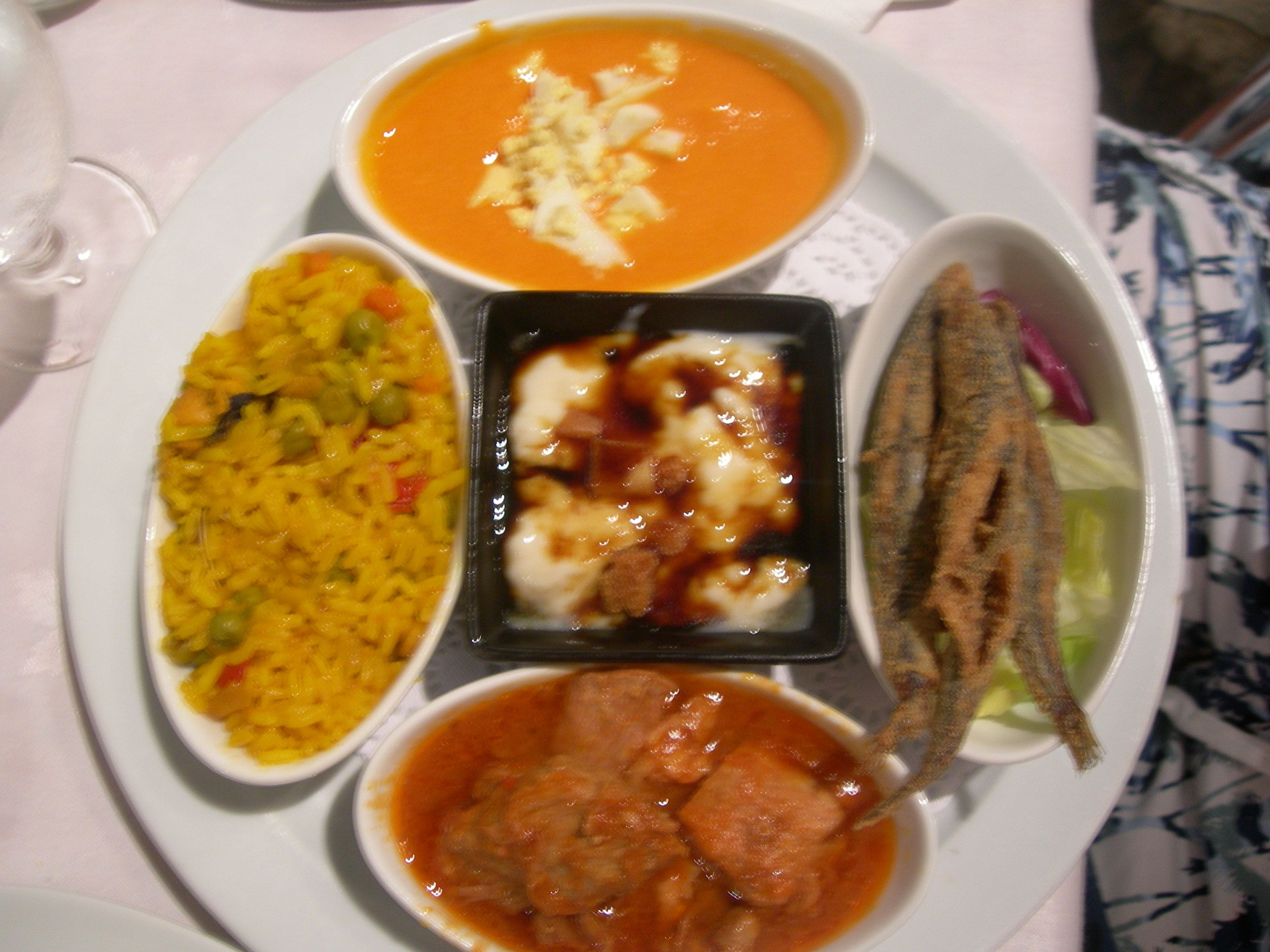
Menu de tapas à Séville.

L'origine de la cuisine en miniature se trouve dans la coutume des chiquiteo. Jusqu'à il y a quelques années existait une tradition presque exclusivement masculine : les bouchées étaient prises plus pour préparer l'estomac à recevoir le vin que pour le plaisir des tapas lui-même. Durant les dernières années, les femmes sont entrées dans les groupes ou ont formé les leurs, exigeant moins d'alcool et une meilleure gastronomie.
Sur ce chemin vers la cuisine en miniature, une partie est venue des recettes traditionnelles des banderillas et pintxos. Maintenant, dans beaucoup de bars, l'offre a été améliorée en qualité et esthétique, unissant les nouvelles tendances gastronomiques chaque fois plus exigeantes et variées. Souvent, ces petites versions de la grande cuisine sont comparables à celles des grands restaurants et sont présentées dans des événements culturels de premier ordre, y compris la mise en place d'une formation spécifique sur la cuisine en miniature.

## Prix et concours thématiques
Entre autres :
- championnat d'Espagne des meilleurs pintxos et tapas[4] ;
- 2006 : meilleurs pintxos d'Espagne, accordé par la revue Gourmet[5] ;
- 2005 : VIIe championnat de pintxos de Saint-Sébastien[6] ;
- championnat de pintxos de Saint-Sébastien ;
- championnat de Guipuscoa de pintxos ;
- concours national de pintxos de Valladolid[7] ;
- championnat du Pays basque de pintxos[8].

## Foires spécialisées

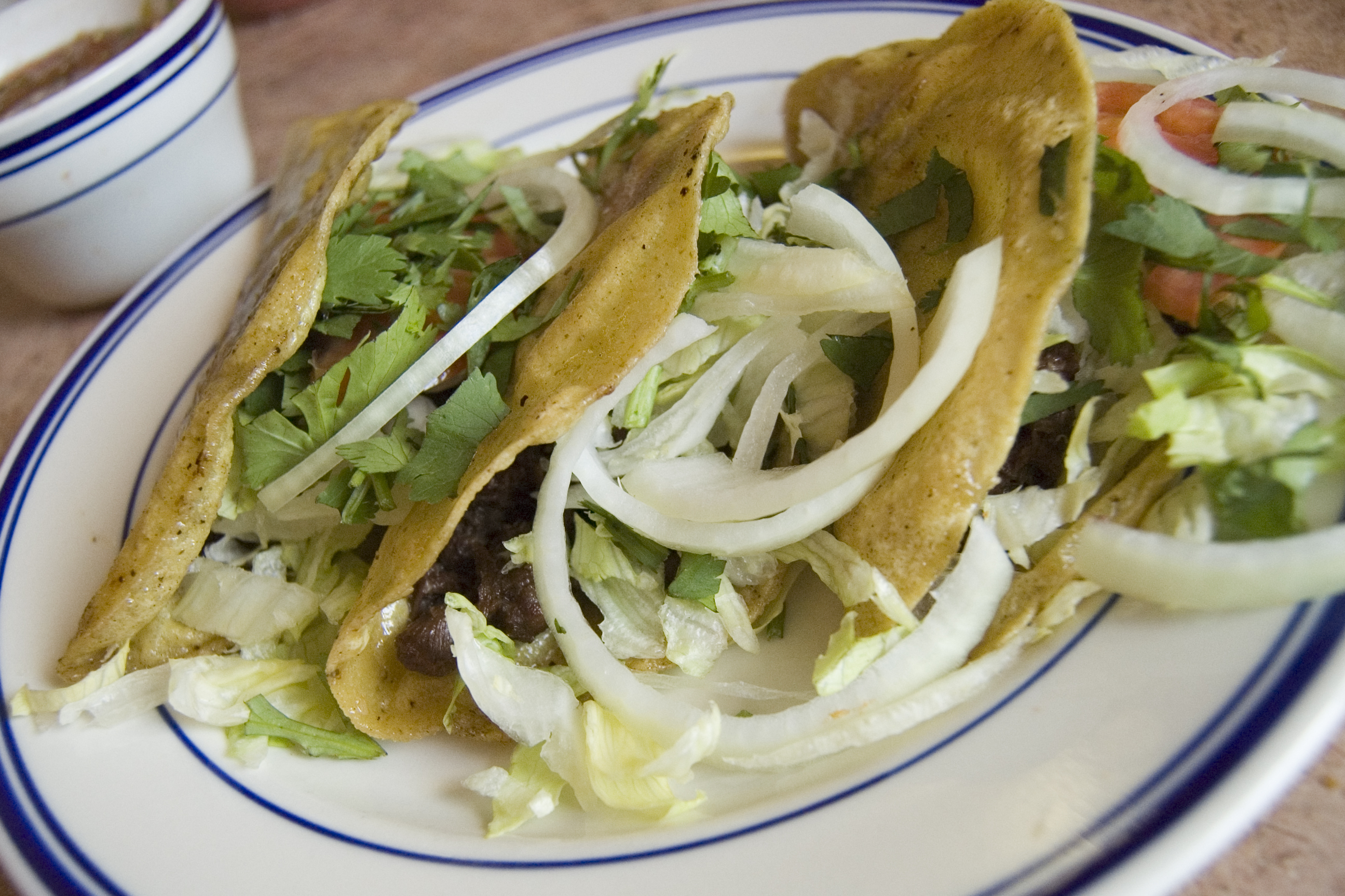
Les tacos sont les antojitos les plus réputés, suivis de près par les tamales et les quesadillas.

- Foire mondiale de la cuisine en miniature qui a lieu dans le palais de Miramar de Saint-Sébastien, Pays basque (Espagne)[9].

## Cuisiniers spécialisés en cuisine miniature
- José Ramón Elizondo
- Paco Roncero